# Алкогольная болезнь печени
Алкогольная болезнь печени — термин, который охватывает печеночные проявления в результате чрезмерного потребления алкоголя, включая ожирение печени, алкогольный гепатит и хронический гепатит с фиброзом или циррозом печени.
Хотя стеатоз (жировая болезнь печени) разовьется у любого человека, употребляющего большое количество алкогольных напитков в течение длительного периода времени, этот процесс является временным и обратимым. Более чем у 90 % всех пьющих развивается ожирение печени, в то время как около 25 % заболевают более тяжелым алкогольным гепатитом и 15 % циррозом.

## Факторы риска
- Количество потребляемого алкоголя
- Схема употребления алкоголя
- Пол (для женского риски выше)
- Наличие Гепатита C
- Генетические факторы
- Гемохроматоз
- Рацион

## Лечение
Прекращение употребления алкоголя является важнейшей частью лечения. Люди с хроническим Гепатитом C должны воздерживаться от любого употребления алкоголя из-за риска быстрого развития поражения печени.
Лекарств с доказанной эффективностью не существует. Трансплантация печени может помочь, но перед её проведением обычно требуется длительный период воздержания от спиртного.